# Бестобинское барит-полиметаллическое месторождение
Бестобинское барит-полиметаллическое месторождение в Жанааркинском районе Карагандинской области Казахстана локализовано в отложениях девона в северо-восточной части Жайылминской синклинали. Рудные тела, пластообразные и линзовидные, залегают близко к поверхности земли. Зона окисления на глубине 30—50 м. Основные компоненты — свинец и цинк (около 2 %) и барит (60 %). Встречаются также серебро, медь, кадмий, индий и другие. Главные минералы: галенит, сфалерит, барит. Добыча открытым способом.